# Trofeo Ciudad de Melilla
El Trofeo Ciudad de Melilla fue una competición amistosa celebrada en la ciudad de Melilla y organizada por la Unión Deportiva Melilla. Fue creada en el año 1967 y se llevó a cabo hasta 1994. El torneo comenzó siendo nacional pero, a partir de la edición 1981, se hizo internacional (FIFA). El equipo que más veces obtuvo el campeonato es la Unión Deportiva Melilla.

## Palmarés
| Edición      | Año  | Oro                            | Resultado  | Plata                                         |
| I (1.ª)      | 1967 | Real Club Recreativo de Huelva | Triangular | Córdoba C. F. Melilla C. F.                   |
| II (2.ª)     | 1968 | Granada C. F.                  | Triangular | Rayo Vallecano Melilla C. F.                  |
| III (3.ª)    | 1969 | Granada C. F.                  | Triangular | C. D. Málaga Melilla C. F.                    |
| IV (4.ª)     | 1970 | C. F. Os Belenenses            | Triangular | C. D. Castellón Melilla C. F.                 |
| V (5.ª)      | 1971 | C. D. Málaga                   | 2 - 0      | Melilla C. F.                                 |
| VI (6.ª)     | 1974 | S. D. Melilla                  | Triangular | Melilla C. F. Mouloudia d'Oujda               |
| VII (7.ª)    | 1975 | C. D. Málaga                   | 3 - 0      | Melilla C. F.                                 |
| VIII (8.ª)   | 1976 | Córdoba C. F.                  | Triangular | Gimnástico Melilla C. F. Mouloudia d'Oujda    |
| IX (9.ª)     | 1977 | C. D. Málaga                   | Triangular | Gimnástico Melilla C. F. Recreativo de Huelva |
| X (10ª)      | 1979 | U. D. Melilla                  | Triangular | C. D. Málaga Industrial Melilla C. F.         |
| XI (11.ª)    | 1980 | U. D. Melilla                  | Triangular | A. D. Ceuta Industrial Melilla C. F.          |
| XII (12.ª)   | 1981 | C. A. Unión                    | 1 - 0      | C. A. Talleres                                |
| XIII (13.ª)  | 1982 | Vitória F. C. Setúbal          | 2 - 1      | C. D. Málaga                                  |
| XIV (14.ª)   | 1983 | U. D. Melilla                  | ?          | C. D. Málaga                                  |
| XV (15.ª)    | 1984 | U. D. Melilla                  | 1-1 (pen)  | A. D. Ceuta                                   |
| XVI (16.ª)   | 1985 | U. D. Las Palmas               | Triangular | U. D. Melilla Recreativo de Huelva            |
| XVII (17.ª)  | 1987 | R. C. D. Mallorca              | Triangular | Sevilla C. F. U. D. Melilla                   |
| XVIII (18.ª) | 1988 | Cádiz C. F.                    | Triangular | U. D. Melilla Real Zaragoza                   |
| XIX (19.ª)   | 1989 | Cádiz C. F.                    | Triangular | Real Valladolid U. D. Melilla                 |
| XX (20.ª)    | 1990 | C. D. Málaga                   | Triangular | U. D. Melilla A. D. Cabofriense               |
| XXI (21ª)    | 1991 | U. D. Melilla                  | Triangular | R. C. D. Espanyol América F. C.               |
| XXII (22ª)   | 1994 | Real Betis Balompié            | 4 - 0      | U. D. Melilla                                 |

### Títulos por clubes
| Equipo                         | Títulos | Años                         |
| U. D. Melilla - Melilla C. F.  | 5       | 1979, 1980, 1983, 1984, 1991 |
| C. D. Málaga                   | 4       | 1971, 1975, 1977, 1990       |
| Cádiz C. F.                    | 2       | 1988, 1989                   |
| Granada C. F.                  | 2       | 1968, 1969                   |
| Real Club Recreativo de Huelva | 1       | 1967                         |
| C. F. Os Belenenses            | 1       | 1970                         |
| S. D. Melilla                  | 1       | 1974                         |
| Córdoba C. F.                  | 1       | 1976                         |
| C. A. Unión                    | 1       | 1981                         |
| Vitória F. C. Setúbal          | 1       | 1982                         |
| U. D. Las Palmas               | 1       | 1985                         |
| R. C. D. Mallorca              | 1       | 1987                         |
| Real Betis Balompié            | 1       | 1994                         |